# Velény
Velény é um município da Hungria, situado no condado de Baranya. Tem 7,09 km² de área e sua população em 2019 foi estimada em 100 habitantes.